# Manoir du Guern (Meucon)
Le manoir du Guern est un édifice situé à Meucon en France.

## Localisation
Le manoir est situé sur le territoire de la commune de Meucon, au lieu-dit le Guern, dans le département du Morbihan en région Bretagne.

## Description
Édifice à un étage carré, élévation à travées, construit en granite. Toiture à longs pans recouverte d'ardoises, pignon couvert, noue. Escalier demi-hors-œuvre : escalier à vis sans jour.

## Historique
Le manoir date probablement du XVIe siècle. Remanié aux XIXe et XXe siècles (élévation antérieure et postérieure sauf tour d'escalier), pente du toit modifiée.
Il est inscrit à l'inventaire général du patrimoine culturel en 1986.